# لجی
لجی یا بند، روستایی در دهستان کله گان بخش کله گان شهرستان گلشن در استان سیستان و بلوچستان ایران است. این روستا، مرکز بخش کله گان است.

## جمعیت
بر پایه سرشماری عمومی نفوس و مسکن در سال ۱۳۹۵، جمعیت این روستا برابر با ۱٬۳۱۶ نفر (۳۴۶ خانوار) بوده‌است.